# NGC 5892
NGC 5892 (другие обозначения — MCG -2-39-7, NPM1G -15.0523, A 1511-15, PGC 54365) — галактика в созвездии Весы.
Этот объект входит в число перечисленных в оригинальной редакции «Нового общего каталога».